# Episothalma sisunaga
Episothalma sisunaga là một loài bướm đêm trong họ Geometridae.